# Sag-Nioniogo
Sag-Nioniogo est une localité du département de Pabré, dans la province de Kadiogo (région Centre) au Burkina Faso. En 2006, cette localité comptait 897 habitants dont 49,3 % de femmes.